# علاقات بحرينية هندية

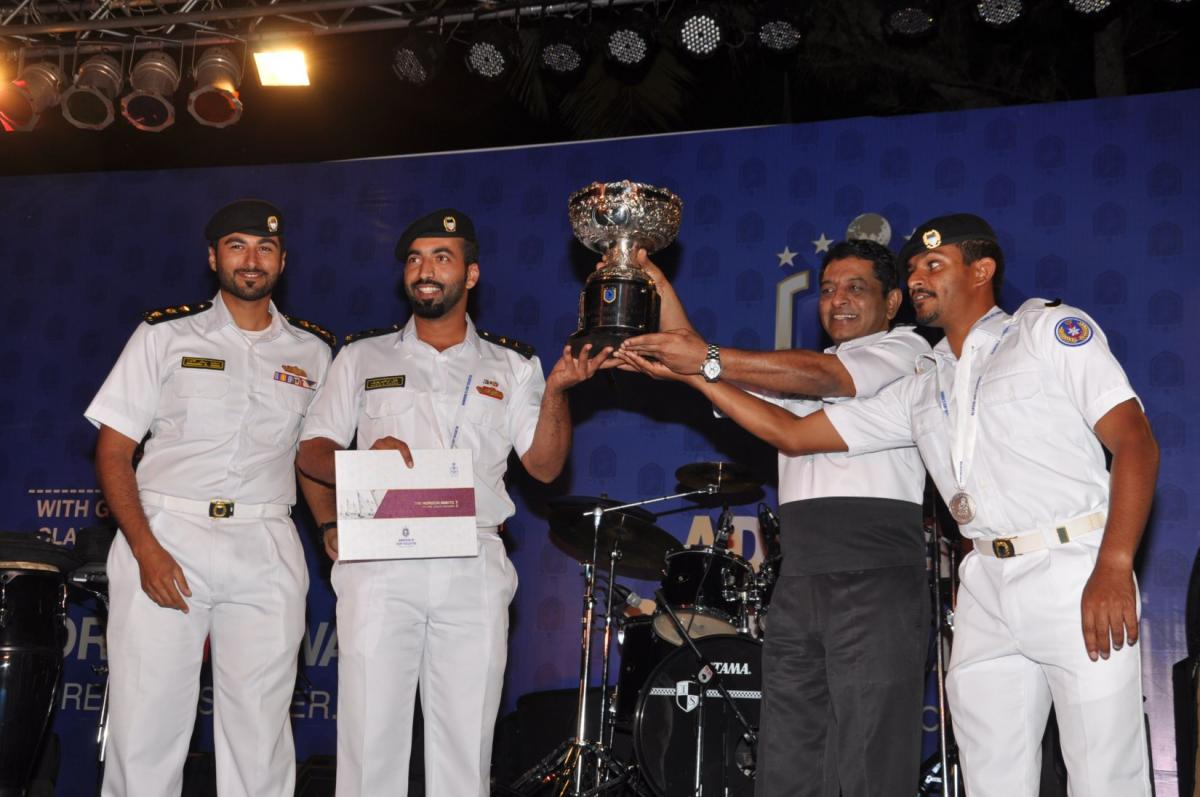
ناب البحرية الهندي الأدميرال أجيت كومار ب. يمنح المتسابقين كأس الأدميرال 2014 لفريق البحرين في 13 ديسمبر 2014.

العلاقات البحرين الهندية هي علاقات سياسية واجتماعية واقتصادية وعسكرية وثقافية بين الهند والبحرين. الهند هي حليف مقرب من البحرين. وفقا لمسؤولين هنود فإن المملكة جنبا إلى جنب مع شركائها دول مجلس التعاون الخليجي هي من بين أشد المؤيدين البارزين في العالم لترشيح الهند لمقعد دائم في مجلس الأمن الدولي ولقد حث المسؤولين البحرينيين الهند للعب دور أكبر في الشؤون الدولية. على سبيل المثال بسبب مخاوف بشأن برنامج إيران النووي فقد طلب ولي عهد البحرين من الهند لعب دور نشط في حل الأزمة.
العلاقات بين الهند والبحرين تعود إلى عدة أجيال حيث تربط العديد أعلام البحرين بصلات وثيقة بالهند حيث نشأ الشاعر والدستوري إبراهيم العريض في مومباي بينما في القرن 17 كان رجلا الدين الشيعيان صالح الكرزكاني وجعفر بن كمال الدين من الشخصيات المؤثرة في مملكة غولكوندا ونشر المذهب الشيعي في شبه القارة الهندية.
سعى السياسيين البحرينيين لتعزيز هذه العلاقات منذ وقت طويل حيث ترأس رئيس مجلس النواب خليفة الظهراني في عام 2007 وفد من البرلمانيين ورجال الأعمال للقاء الرئيسة الهندية براتيبها باتيل وزعيم المعارضة إل كيه أدفاني والمشاركة في المقابلات والتدريب مع وسائل الإعلام. سياسيا فمن الأسهل للسياسيين البحرينيين السعي إلى التدريب والحصول على المشورة من الهند مما هو عليه من الولايات المتحدة أو غيرها من الدول الغربية.
في ديسمبر 2007 تم إطلاق الجمعية البحرينية الهندية في المنامة لتعزيز العلاقات بين البلدين. برئاسة وزير العمل السابق عبد النبي الشعلة سعت الجمعية للاستفادة من التطور في المجتمع المدني إلى العمل بنشاط على تعزيز العلاقات بين البلدين وليس فقط الروابط التجارية ولكن وفقا لبيان الافتتاح للجمعية في الحياة السياسية والشئون الاجتماعية والعلوم والثقافة. حضر وزير الدولة للشؤون الخارجية الهندي إ. أحمد ونظيره البحريني نزار البحارنة الغداء.
وفقا لبرقية دبلوماسية أمريكية بتاريخ 4 نوفمبر 2009 التي كشفت عنها ويكيليكس خلال تسرب البرقيات الدبلوماسية للولايات المتحدة الأمريكية فإن ملك البحرين حمد بن عيسى بن سلمان آل خليفة وجهة نظر إيجابية عن الهند وحثت الولايات المتحدة على استخدام مساعدة الهند في أفغانستان.
الملك حمد زار الهند في فبراير 2014 ووقعت خلالها الدولتان عددا من مذكرات التفاهم التي تم خلالها توقيع 450 مليون دولار أمريكي للتجارة والاستثمار بين الجانبين. التقى الملك برئيس الجمهورية ورئيس وزراء ومختلف الوزراء الهنود لمناقشة التجارة ووضع الجالية الهندية في البحرين المقدر عددها بأكثر من 350 ألف نسمة. أعربت الهند عن دعمها لمساعي البحرين للحصول على مقعد غير دائم في مجلس الأمن في 2026-27.